# 梯形蟹總科
梯形蟹總科（學名：Trapezioidea）是短尾下目下的一個總科。其下的蟹與珊瑚共生，化石記錄可以追溯到始新世。

## 科
根據WoRMS，本總科包括下列三個科：
- 圓頂蟹科 Domeciidae Ortmann, 1893
- 擬梯形蟹科 Tetraliidae Castro, Ng & Ahyong, 2004
- 梯形蟹科 Trapeziidae Miers, 1886